# Waldemar Lopes do Amaral Brito
Waldemar Lopes do Amaral Brito (13 de julho de 1931, Alto Parnaíba – 17 de dezembro de 1984, Porangatu) foi um político, contabilista, policial militar, comerciante e pedagogo brasileiro que serviu como presidente municipal da Aliança Renovadora Nacional de Porangatu e vereador da 3.ª legislatura pela referida cidade.
Ele serviu como presidente municipal do Diretório da Aliança Renovadora Nacional de Porangatu, tendo sido anteriormente filiado à União Democrática Nacional. Brito era católico praticante e chegou a ministrar cursos na Igreja. Ele faleceu no ano de 1984 e foi postumamente homenageado com a Escola Estadual, hoje Centro de Ensino Integral, Waldemar Lopes do Amaral Brito com autorização do governador Iris Rezende, conforme a Lei Ordinária n.º 9.638 de 17-12-1984. Tal escola fora construída por pedidos de Waldemar Lopes à Assembleia Legislativa de Goiás em 13 de novembro de 1962.

## Primeiros anos
Waldemar Lopes do Amaral Brito nasceu na cidade maranhense de Alto Parnaíba, em 13 de julho de 1931. Seus pais eram Elias do Amaral Brito e Alaíde Lopes do Amaral. Seus estudos tiveram início em sua cidade natal, porém foi concluída em Teresina com a conclusão de um curso técnico em Contabilidade, em 1956. 
Ele era membro da Polícia Militar do Estado do Piauí desde seus 18 anos, com a conclusão do seu ensino técnico ele foi promovido à 1ºSargento PM, porém um ano depois ele abandonou sua posição na milícia e se transferiu com a família para Anápolis. Quando se mudou novamente, para Porangatu dessa vez, fundou o primeiro Escritório de Contabilidade do munícipio, ainda em 1957. Ele se casou com Nilza Naves, com quem teve Fernando, Elias e Waldemar Naves do Amaral Junior.
Em Porangatu, Waldemar chegou à ministrar cursos e palestras para noivos na Igreja Católica de Porangatu, a Igreja Nossa Senhora da Piedade, ou a Velha Matriz.

## Formação educacional
Sua formação educacional foi iniciada em Alto Parnaíba e foram concluídos em Teresina, no Colégio Técnico da Universidade Federal do Piauí.

## Carreira policial
Por oito anos, Waldemar serviu na Polícia Militar do Piauí sendo promovido ao posto de 1° Sargento. Uma das razões para tal promoção foi a conclusão de seu Ensino Técnico. Waldemar abandonou o serviço militar, por razões pessoais, um ano após sua ascensão, em 1957, quando transferiu-se para Anápolis.

## Carreira política

### Vereador por Porangatu
Waldemar iniciou na política ao filiar-se à União Democrática Nacional, com seus 18 anos (idade mínima). Ele entretanto, só fora disputar um cargo político, quando estava em Porangatu na disputa eleitoral de 1960. Waldemar Lopes fora eleito vereador na 4.ª legislatura da Câmara Municipal e juntamente com seu partido, fora responsável por enviar solicitações ao Governo do Estado, de Mauro Borges Teixeira (PSD), e à Assembleia Legislativa de Goiás para a criação de um Ginásio (Instituição de Ensino Secundarista) para o munícipio.  As solicitações foram atendidas e a escola fora criada em 13 de novembro de 1962, por lei ordinária aprovada pela Assembleia; sendo a primeira escola estadual do munícipio.

### Presidente da ARENA e candidato a prefeito
Em outubro de 1965, Humberto Castelo Branco, então Presidente do Brasil, decretou o Ato Institucional n.º 2, que extinguia os partidos vigentes naquela época (PSD, UDN, PSP, PTB, etc.) Waldemar, como grande parte dos partidários udenistas, transferiu-se para a Aliança Renovadora Nacional. Nesse partido, ele assumiria a presidência municipal do Diretório, onde permaneceria até 1972, quando foi substituído para a eleição municipal de Porangatu daquele ano, por Luiz do Gote.
Na eleição municipal de Porangatu em 1969, Waldemar Lopes do Amaral Brito disputou contra o candidato a prefeito do MDB, o ex-vice-prefeito, João Gonçalves dos Reis.Brito perdeu e passou a dedicar-se à vida pedagógica.

## Vida posterior
Waldemar passou a lecionar na Escola Estadual de Porangatu, na qualidade de professor-fundador, em 1963. Se tornou Diretor da mesma instituição por cinco anos, de 1968 até 1972. Com sua derrota eleitoral, passou a trabalhar ainda mais com o ensino pedagógico. Chegou a proferir o seguinte discurso em uma Colação de grau da Escola Estadual no dia 19 de dezembro de 1975:
| “ | Não me foi possível sufocar a emoção violenta, que agitou minh'alma, quando uma tarde de outubro, recebi o honroso convite que dignificou minha pessoa ao ponto de embargar-me a voz, para ser o Paraninfo da turma de ginasianos do meu querido Colégio Estadual. Aquele rosto de traços gentis e serenos da menina moça de nome Rose, representante dos concluintes e designada para fazer o convite, deixou-me, naquele momento perplexo. Quem não ficaria? Honraria maior, creio não ser possível se outorgar, a um simples cidadão, ainda mais que, partida dos anseios da mocidade porangatuense, de quem muito esperamos, de quem tanto espera o Brasil, Mocidade de moças bonitas, elegantes e estudiosas como sois vós minhas queridas afilhadas, possuidoras de virtudes várias que sentimos refugiar nesse soleto ambiente; mocidade de moços inteligentes, capazes e cumpridores de seus deveres, como sois vós, meus prezados afilhados. Mocidade valorosa, alicerce da cultura brasileira Base esperançosa das nossas aspirações. Vós, desde hoje, passais a assumir responsabilidades: com o Estadual, de elevar sempre bem alto, seu nome, como outros já o fizeram; com o Brasil, prometendo fazer tudo para agradecer sempre a cada vez mais, seu glorioso nome; com Deus, amando-vos mutuamente e com vossos pais, obedecendo-lhes os conselhos, seguidos suas determinações, fazendo-os mais felizes por terem filhos bons, corretos e amigos e que só alegria causam. A alegria do filho é a felicidade dos pais. | ” |
|   | — Discurso de Waldemar Lopes na Colação de Grau do Colégio Estadual de Porangatu.. |   |

## Morte
Waldemar Lopes do Amaral Brito, faleceu em 17 de dezembro de 1984, com 53 anos. Sua morte resultou em um funeral de Estado, Brito foi postumamente homenageado, pelo governador goiano Iris Rezende, na nomeação da Escola Estadual, em que Waldemar trabalhou por mais de 20 anos, através da Lei Ordinária n.º 9.638/1984.